# Honorato de Milão
Honorato de Milão foi arcebispo de Mediolano (atual Milão) de 576 a 572. A Igreja Católica o venera como santo e celebra sua memória em 8 de fevereiro.

## Biografia
Segundo uma tradição da Baixa Idade Média, ao menos desde o fim do século XIX ele era considerado pertencente à família milanesa dos Castiglioni.
Honorato foi eleito arcebispo depois do trágico período da peste em Milão, doença que levou à morte seus dois predecessores.
Depos de somente dois anos de episcopado, com o ataque de Alboíno, rei doslombardos, Honorato fugiu a Gênova com toda a sua corte, o clero ordinário (aqueles em serviço nas duas catedrais) e as famílias abastadas da cidade: dessa data em diante, os arcebispos de Milão ficaram em Gênova pelos oitenta anos seguintes.
O afastamento do arcebispo da sede de Milão determinou uma crise não apenas na vida da cidade, mas também na sua função de sé episcopal, comprometendo as relações entre o titular da cátedra e seus fiéis que ficaram sob dominação lombarda, principalmente depois da Controvérsia dos Três Capítulos.
Embora tivesse abandonado apressadamente o seu povo para tutelar a instituição da Igreja milanesa, Honorato é louvado por seu interesse pelos pobres de Milão.
Em 572, ele morreu em Gênova, onde foi sepultado.